# Thelypteris delasotae
Thelypteris delasotae är en kärrbräkenväxtart som beskrevs av Alan Reid Smith och Lellinger. Thelypteris delasotae ingår i släktet Thelypteris och familjen Thelypteridaceae. Inga underarter finns listade.